# Sigurd Curman

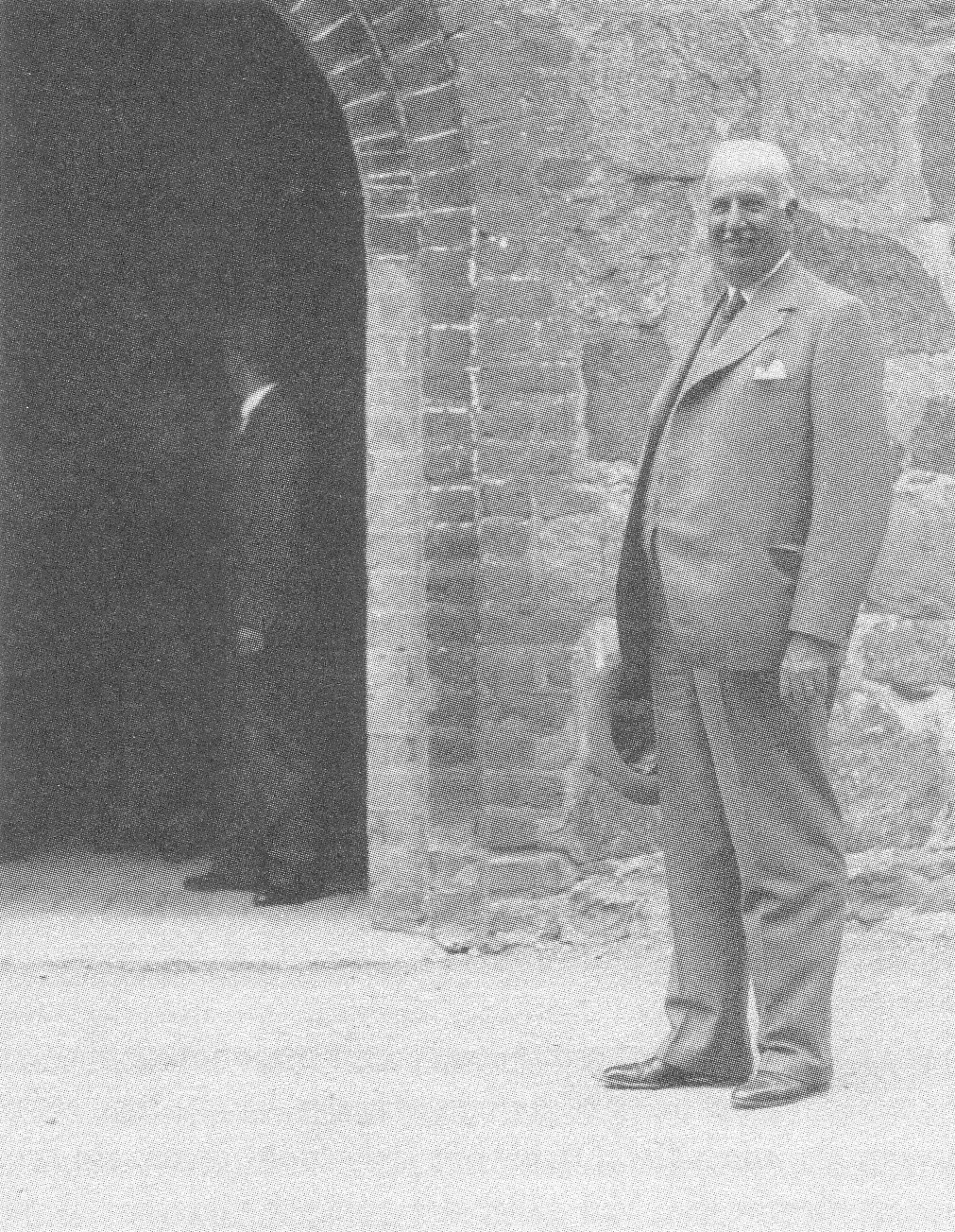
Sigurd Curman

Jon Sigurd Curman (* 29. April 1879 in Stockholm; † 14. Februar 1966 ebenda) war ein schwedischer Architekt, Kunsthistoriker und Denkmalpfleger.

## Leben
Curmann studierte in Stockholm Kunstgeschichte und Architektur. Auf Studienreisen durch Europa gewann er frühzeitig Kontakt zu führenden Denkmalpflegern seiner Zeit wie dem Provinzialkonservator der Rheinprovinz Paul Clemen in Bonn und dem Jesuitenpater de la Croix in Poitiers. Nach Schweden zurückgekehrt, setzte er seine Studien unter anderem bei Johnny Roosval an der Universität Uppsala fort. 1912 promoviert, arbeitete er von 1923 bis 1946 als Chef des Riksantikvarieämbetet.
Curman entwickelte nicht nur theoretisch die Grundsätze und Prinzipien moderner Denkmalpflege in Schweden, sondern erprobte diese auch bei seiner ersten großen Sanierung des Dom zu Strängnäs (1909–1910). Viele schwedische Kirchen folgten, wie die Klosterkirche von Varnhem und das Kloster Vreta. Diese Arbeiten mündeten in zahlreiche Veröffentlichungen wie mehreren Bänden von Sveriges kyrkor.
Curman wurde 1923 in die Kungliga Vitterhets Historie och Antikvitets Akademien und 1925 in die Königlich Schwedische Akademie der Wissenschaften aufgenommen.